# گوانگان
گوانگان (به لاتین: Guang'an) یک شهر مرکزی در جمهوری خلق چین است که در سیچوآن واقع شده‌است.

## خصوصیات
گوانگان ۶٬۳۰۱٫۴۱ کیلومترمربع مساحت و ۸۵۸٬۱۵۹ نفر جمعیت دارد.

## خواهرخوانده
شهر بولونی-بیانکور خواهرخواندهٔ گوانگان هست.